# Rocky IV
Rocky IV este un film american scris și regizat de Sylvester Stallone care interpretează și rolul principal. Este al patrulea film din franciza Rocky. În acest film, Rocky Balboa plănuiește să se retrage din box după ce și-a recâștigat titlul mondial în fața lui Clubber Lang (în Rocky III). Între timp un boxer amator necunoscut din Uniunea Sovietică, Ivan Drago (interpretat de Dolph Lundgren) îi face o ofertă pentru a lupta în boxul profesionist.
Este al patrulea film și cel mai de succes din franciza Rocky.

## Prezentare
După și-a recuperat centura de la Clubber Lang, Rocky decide să petreacă mai mult timp cu familia. Totuși, destinul are noi planuri cu el care nu-i permit să se retragă. Un nou luptător din Uniunea Sovietică, Ivan Drago (Dolph Lundgren), vine în Statele Unite pentru a-l provoca pe Rocky la un meci amical. Apollo luptă în locul său, fiind omorât în timpul meciului. Pentru a-l răzbuna, Rocky îl provoacă pe Drago la o revanșă care va avea loc de Crăciun la Moscova. Acolo el se antrenează într-o cabană din Siberia, fiind ajutat de Duke, vechiul antrenor al lui Creed, și de cumnatul Paulie, și (în cele din urmă) de Adriana. Antrenamentul consta în tăierea lemnelor și a copacilor, ridicarea pietrelor, alergatul prin zăpadă și escaladarea unui munte plin de nămeți, în timp ce Drago se antrenează într-o facilitate ultratehnologizată folosind mașinării și steroirzi pentru a-și mări forța. În timpul meciului Rocky suferă cele mai puternice lovituri din viața sa dar nu renunță la luptă, reușind în cele din urmă să câștige meciul în ultimele secunde ale acestuia.

## Actori
- Sylvester Stallone - Rocky Balboa
- Burt Young - Paulie Pennino
- Talia Shire - Adrian Balboa
- Carl Weathers - Apollo Creed
- Brigitte Nielsen - Ludmilla Vobet Drago
- Dolph Lundgren - Captain Ivan Drago
- Tony Burton - Tony "Duke" Evers
- Michael Pataki - Nicoli Koloff
- George Rogan - Sergei Igor Rimsky
- James "Canonball" Green - Manuel Vega
- Stu Nahan	- Commentator #1 (Creed-Drago)
- Warner Wolf - Commentator #2 (Creed-Drago)
- R.J. Adams - Sports Announcer
- Barry Tompkins - American Commentator #1 (Rocky-Drago)
- Al Bandiero - American Commentator #2 (Rocky-Drago)
- James Brown - În rolul său

## În cultura populară
Pe fondul protestele din Crimeea din 2014 și, în general, a Protestelor din Ucraina din 2014 care au dus la tensiuni între Rusia pe de o parte și Statele Unite, UE și Ucraina de cealaltă parte, secretarul de stat american John Kerry a făcut un apel către Vladimir Putin: „Nu suntem în Rocky 4”, îndemnând Rusia sa respecte integritatea teritorială a statului ucrainean.

## Premii
A primit Zmeura de Aur pentru cea mai proastă coloană sonoră - muzică compusă de Vince DiCola.